# 武國通
武國通（1916年11月22日—1987年），越南教授、政治人物，曾出任越南共和國社會醫濟部長。

## 生平
武國通是越南北部南定人，出生於1916年11月22日。
1951年，武國通離開司法機構，進入河內大學擔任法學教授。
1955年5月至1956年11月，出任越南共和國社會和衛生部長。
1975年越南共和國政權滅亡後，武國通被關押在再教育營中直至1980年。
武國通逝世於1987年。

## 家庭
武國通是原越南共和國國家教育部長武國琡教授的兄長。
武國通的妻子林氏性（Lâm thị Tính）於2013年9月22日在美國華盛頓州奧林匹亞逝世。